# Demorest
Demorest – miasto w Stanach Zjednoczonych, w stanie Georgia, w hrabstwie Habersham.